# Seznam slovanských bohů

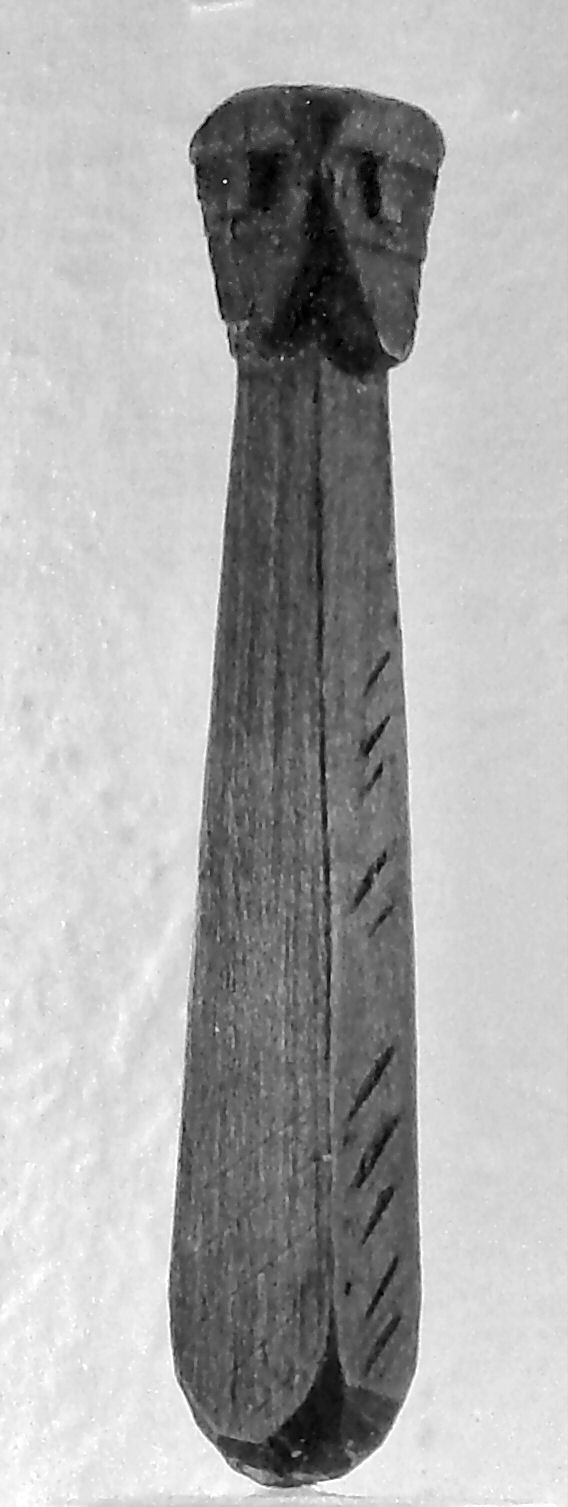
Wolinský idol

Předkřesťanstí Slované uctívali řadu božstev různého významu a funkce a příběhy o nich byly součástí slovanské mytologie, z větší části nedochované. V základě tato božstva lze dělit na doložená u Východoslovanů a na doložená u Polabských Slovanů a Pomořanů. Bohové připisovaní ostatním Slovanům zmiňovaní v převážně pozdních pramenech nejsou zpravidla považováni za autentické. Přesto lze však předpokládat, že některá božstva byla Slovanům společná, především se to týká Peruna a Velese, podle Zdeňka Váni také Svaroga a Dažboga – Svarožice.
První dvě části seznamu se věnují božstvům východních a severozápadních Slovanů zmiňovaných v písemných pramenech předcházejících christianizaci Slovanů či vzniklých těsně po ní, ta jsou v odborné literatuře zpravidla považována za autentická. Poslední část se věnuje božstvům z pramenů pozdních, folklóru, literární fikce, fals a dalším, o kterých se všeobecně nepředpokládá že byla Slovany ctěna.

## Bohové východních Slovanů

### Vladimírův panteon

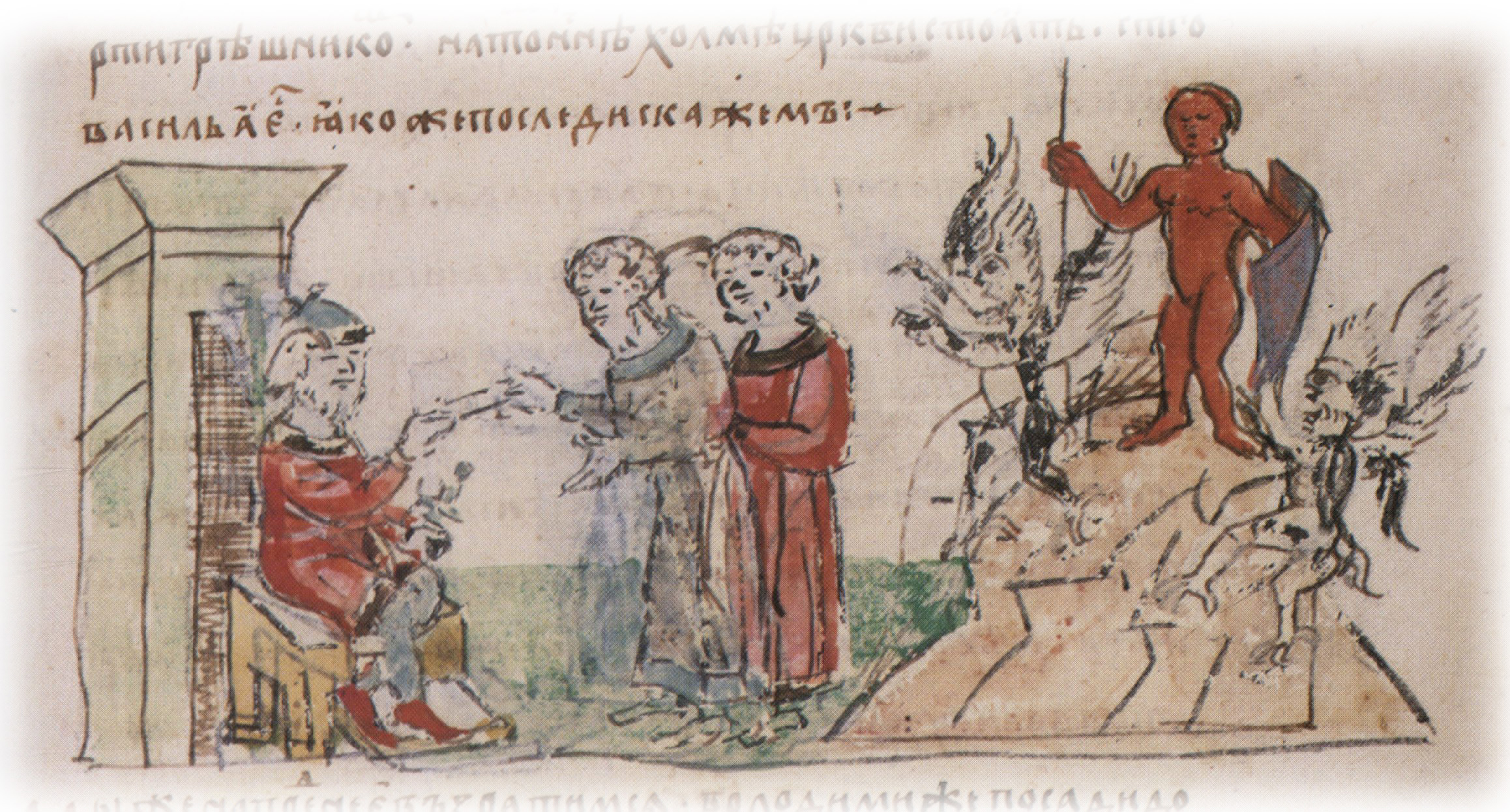
Vladimír uděluje nařízení pod modlou Peruna v Radziwillském letopisu z konce 15. století

Vladimírův panteon je označení pro božstva jejichž modla postavil kníže Vladimír I. v Kyjevě. Pověst dávných let o nich referuje následovně:
| „ | A postavil na návrší vně opevněného dvorce modly: Perunovi ze dřeva, hlavu jeho ze stříbra a vous ze zlata; také Chorsovi Dažbogovi, Stribogovi, Simarglovi a Mokoši. | “ |

- Perun – bůh hromovládce
- Chors - pravděpodobně neslovanský přívlastek slunečního boha Dažboga
- Dažbog - sluneční bůh
- Stribog – bůh nejasné funkce, zpravidla vykládaný jako bůh větru
- Mokoš – bohyně země a vláhy a úrody, slovanská forma Velké Matky
- Simargl - bůh nejasné funkce

### Další bohové

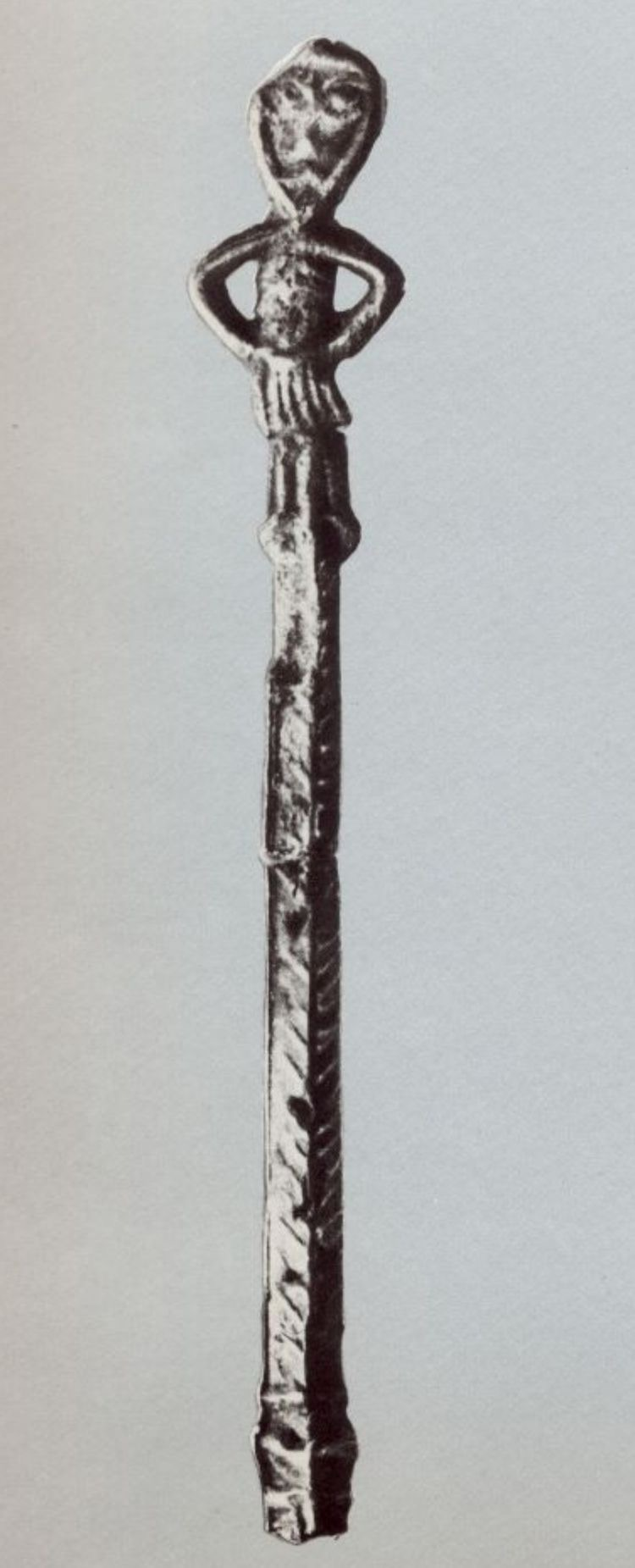
Novgorodská figurka bývá vykládána jako možný idol Peruna

Další bohové zmiňovaní ve východloslovanských písemných pramenech jsou tato:
- Diva – bohyně nejasné funkce
- Dyj – bůh nejasné funkce ztožňovaný s indoevropským Djéusem a baltským Dēivasem
- Rod – bůh či démon osudu
- Rožanice – trojice bohyň osudu analogická s českými sudičkami
- Pereplut – bůh neznámé funkce
- Pohvizd – bůh nejasné funkce, někdy vykládaný jako bůh větru
- Veles - bůh skotu, podle některých hypotéz také bohatství, podsvětí, magie, vědění, věštění a básnictví;
- Trojan – bůh nejasného významu, může se jednat o obdobu pomořanského Triglava, případně o zbožštěného římského císaře Trajána.

## Polabští a pomořanští bohové

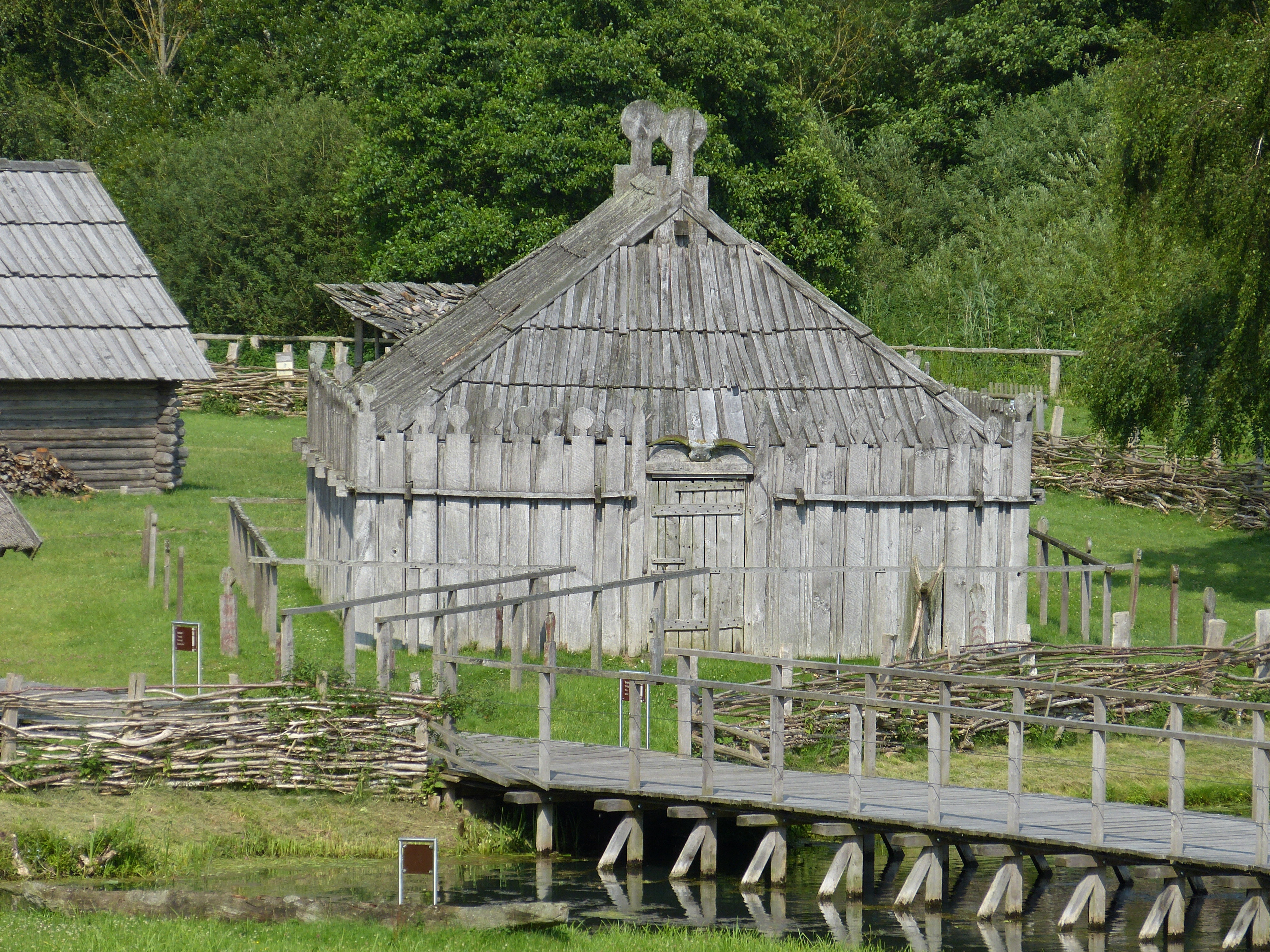
Rekonstrukce slovanského chrámu v Groß Raden

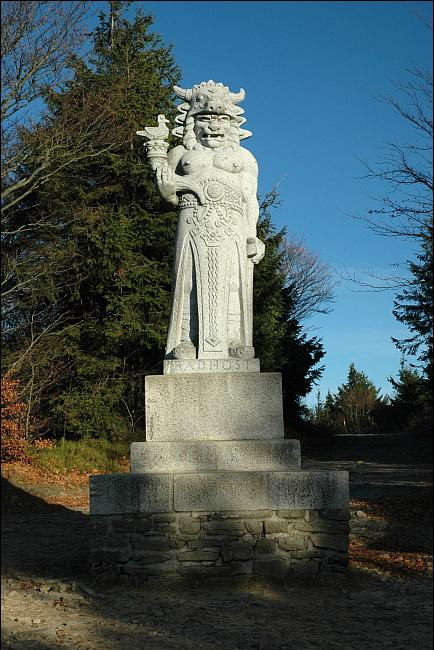
Poláškův Radegast v Beskydech inspirovaný Prillwitzskými idoly

U kmenů Polabských Slovanů (Obodritů, Luticů) a Pomořanů se předpokládá, že původní božstva přestala být spojována se svou funkcí a na místo toho se stala božstvy kmenovými a lokálními. Tomu je přizpůsoben i jejich krátký popisek.
- Černoboh – bůh ztotožňovaný s Černohlavem
- Černohlav – bůh Ránů v Jasmundu na Rujáně
- Jarovít – bůh Pomořanů ve Wolgastu a kmenem Břežanů v Havelbergu
- Podaga – Vagrové v Plönu
- Prove – Vagrové ve Starigradu
- Pizamar – Ránové v Jasmundu
- Porenut – Ránové v Korenici
- Porevít – Ránové v Korenici
- Rujevít – Ránové v Korenici
- Pripegala – bůh Luticů
- Svarožic – Rataři ctěný v Riedigostu
  - Radegast – jméno boha Ratarů v Retře zmiňované v pozdějších pramenech s nejasným vztahem k Svarožicovi, může být totožný se Svarožicem
- Svantovít – bůh Ránů ctěný v Arkoně
- Triglav – Pomořané ve Štětíně a Wolinu, obdobný trojhlavý idol byl u Stodoranů v Breně
- Turupit – bůh ctěný Rány v Korenici, pravděpodobně Porenut
- Živa – bohyně

Kromě toho jsou bez uvedení jména uváděny také dvě bohyně zobrazované na praporcích kmene Luticů a nejvyšší nebeský bůh vládnoucí ostatním.

## Hypotetičtí a fiktivní bohové
Kromě výše uvedených božstev východních a severozápadních Slovanů zmiňovaných v dobových písemných pramenech se objevuje řada postav, které jsou někdy také považovány za slovanská božstva. Jedná se především o bohy zmiňované v pozdních kronikách a jejich fakt, že byly skutečně Slovany ctěni, je zpravidla zpochybňován. Autenticita však bývá někdy odmítána i u některých výše uvedených božstev.
Jedná se například o antická božstva jejichž kult byl Slovanům připisován. Dále se jedná především o folklórní postavy, omyly autorů či čistou literární fikci. Zvláštním případem jsou pak falsa.

### Pozdní prameny a folklór

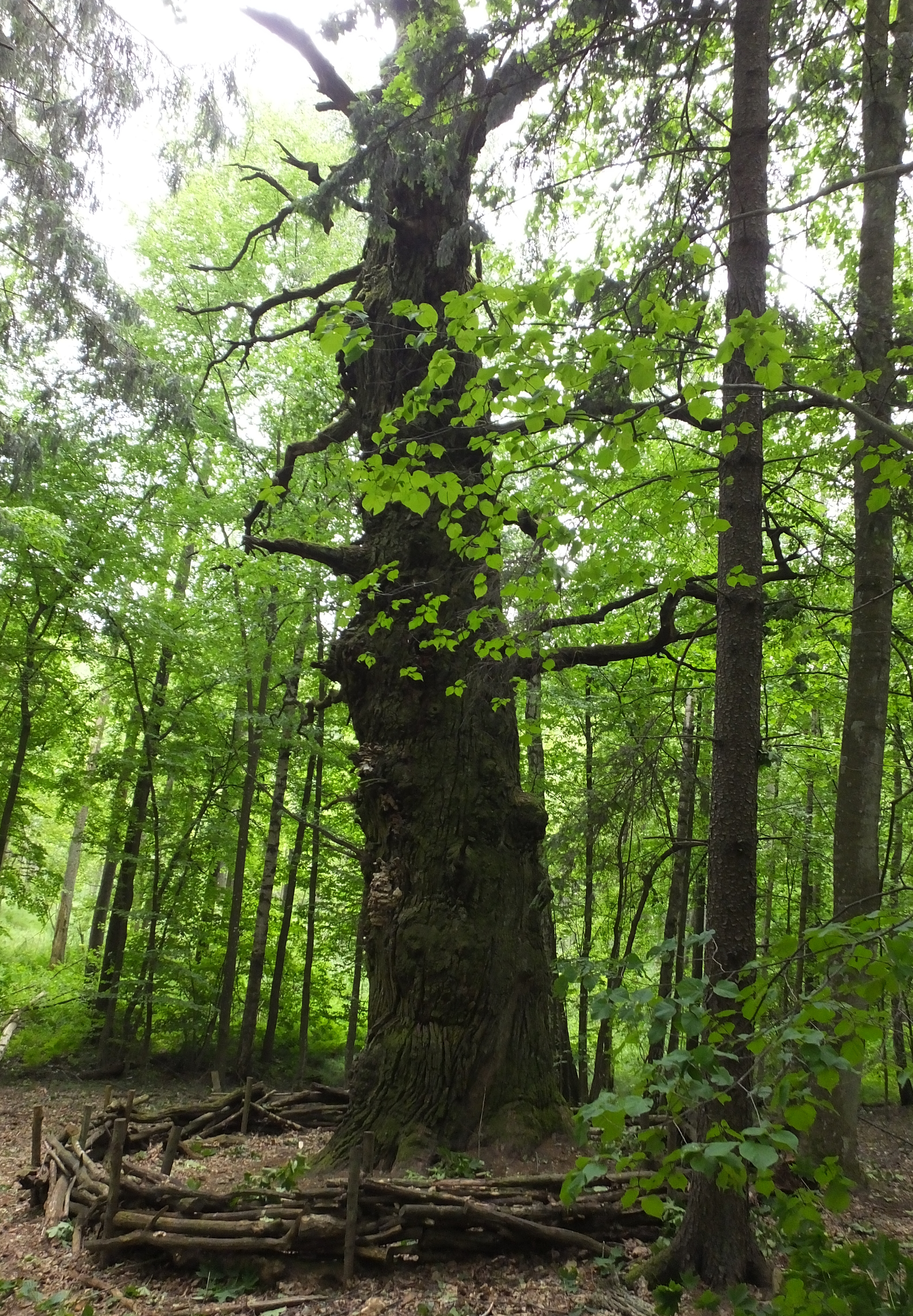
Úcta Slovanů se vázala i k některým přírodním objektům, například k dubům.

Řada postav považovaných za božstva se vyskytuje ve slovanské lidové kultuře. Jedná se především o kultovní figury objevující se při svátcích a personifikované svátky samotné.
- Jarilo – kultovní figura ve východoslovanském folklóru
- Kupalo – personifikovaný svátek letního slunovratu
- Vesna – personifikace jara
- Kostroma – kultovní figura ve východoslovanském folklóru podobná Moraně
- Kresnik – ve slovinském folklóru postava spojená se sluncem a ohněm
- Kurent – ve slovinském folklóru postava spojená s vínem
- Morana – kultovní figura a personifikace smrti v západoslovanském folklóru
- Zelený Juraj – kultovní figura ve slovinském folklóru
- Zora – personifikace Jitřenky
- Kračun – personifikace zimního slunovratu
- Ovseň – personifikovaný zvyk obsypávání zrním při zimním slunovratu

### Polsko
Řada božstev je zmiňována v polských kronikách Jana Długosze, Matěje z Miechova a Matěje Stryjkowského z 15. a 16. století. V 19. století byly zprávy o těchto božstvech považovány za pravdivé, ve 20. století Lubor Niederle spekuloval o jejich existenci v polské lidové tradici, ale Aleksander Brückner je zcela odmítl. Některá božstva v těchto textech však skutečně mohou pocházet z polské archaické či alespoň lidové tradice.
Jména božstev jsou uvedená v podobě a s případným římským protějškem uvedeným v první zmínce o nich.
- Dzewana (Diana)
- Dzidzileya (Venuše)
- Jessa (Jupiter)
- Lada (Mars)
- Lel a Polel (Kastor a Pollux)
- Marzana (Ceres)
- Nyja (Pluto)
- Pogoda
- Pochvist
- Żywie

### Polabští Slované a Pomořané

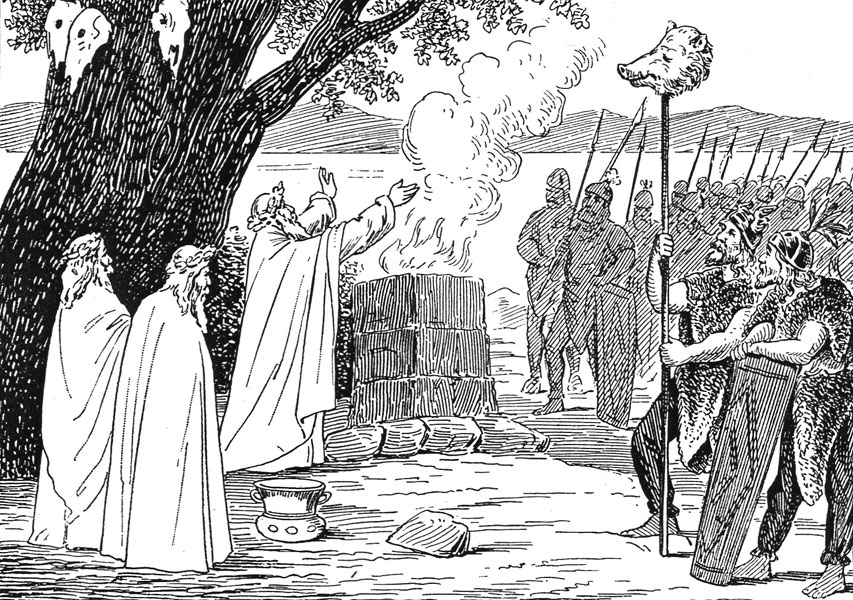
Romantická představa pohanských obřadů slovanských Ránů

V pramenech o severozápadních Slovanech je zmiňovaná také celá řada božstev antických, v případě díla Orderica Vitala také severských. Objevují se v nich také božstva vzniklá nepochopením místních a vlastních jmen (Pitro, s. 146-148, Váňa, s. 98-99).
- Hennil – zbožštělá hůl zmiňovaná Dětmarem
- Goderac – božstvo zmiňované Arnoldem z Lübecku v souvislosti se zvěřínským biskupem, pravděpodobně zkomolenina místního jména
- Julius – bůh údajně ctěný ve Wolinu, jenž zde měl uloženo posvátné kopí, pravděpodobně odvozeno od jména města

Dvě božstva jsou také zmiňovaná 2. ebsdorfskou legendou z 14. století a měla být, vedle Radegasta, ctěna po smrti Karla Velikého odpadlými křesťany.
- Vittelube – pravděpodobně osobní jméno Vitoljub nebo Vitold
- Hammon Suentebeck – pravděpodobně Amon, svatý býk

Zvlášť pak stojí hypotetický Bělboh chápáný jako protipól Černoboha.

### Čechy

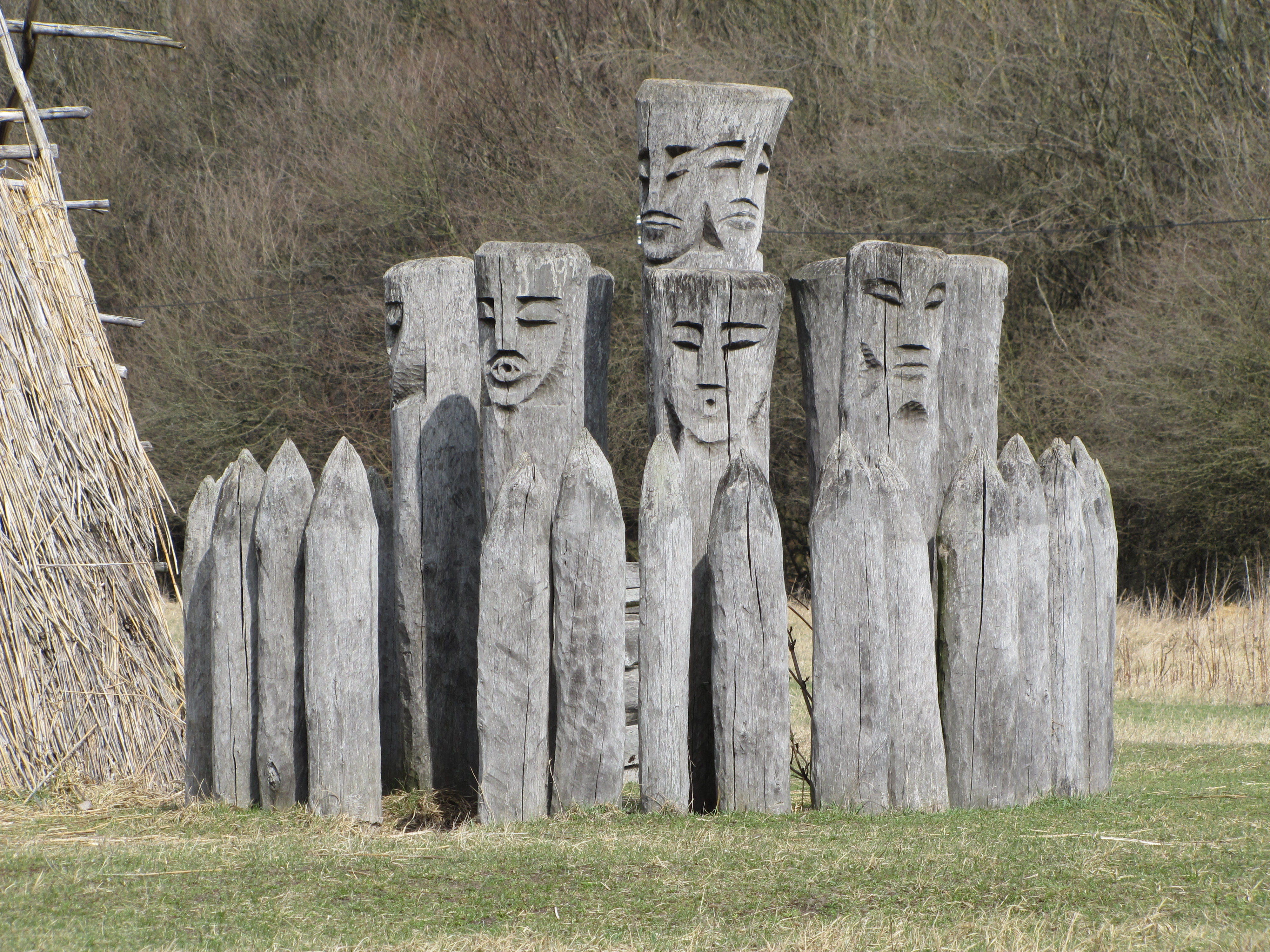
Areál muzea v přírodě na Pohansku u Břeclavi s rekonstrukcí kultovního místa

- Zelu – bohyně zmiňovaná Neplachovou kronikou z roku 1360

Několik božstev uvádí ve své Kronice české z roku 1630 Václav Hájek z Libočan:
- Klimba
- Krasatina
- Krosina

Další božstva uvádí pokračovatelé Hájkovi jako Pavel Stránský, Jan Středovský a Juraj Papánek, ve většině případů se jedná o bohy inspirované antickými:
- Hladolet – ve staré češtině označení pro planetu Saturn
- Chasoň – Apollón
- Krasopaní – ve staré češtině označení pro planetu Venuši
- Ladoň
- Ninva
- Nočena
- Zeloň – Merkur
- Živěna – snad polabská Živa

Celou řadu uměle vytvořených božstev obsahují glosy falšované Václavem Hankou v staročeském slovníku Mater Verborum. Jedná se o následující božstva.
- Porvata (Proserpina)
- Příje (Venuše)
- Letnicě (Latona)
- Chliba (Salacia)
- Svoba
- Svor
- Sytivrat, Sitivrat či Žitivrat
- Svračec
- Zcuor či Ztuor
- Krt
- Jarobud
- Jasni (Isis)

### Lužice
Literární fikcí jsou také božstva připisovaná raně novověkými kronikáři Lužickým Srbům:
- Cica – bohyně zmiňovaná v 17. století, snad germánská Zisa
- Flins – bůh zmiňovaný v roce 1492
- Jutrobog – bůh zmiňovaný v roce 1590
- Krodo – bůh původně připisovaný Germánům

a další z knihy Grundtræk til En Nord-Slavisk og Vendisk Gudelære dánského spisovatele Bernharda Severina Ingemanna z roku 1824:
- Berstuk
- Karewit
- Marowit
- Siebog
- Zislbog
- Zirnitra